# Isoetes × hickeyi
Isoetes × hickeyi là một loài dương xỉ trong họ Isoetaceae. Loài này được W.C. Taylor & Luebke mô tả khoa học đầu tiên.
Danh pháp khoa học của loài này chưa được làm sáng tỏ. 